# Liste der Kulturdenkmale in Weimar

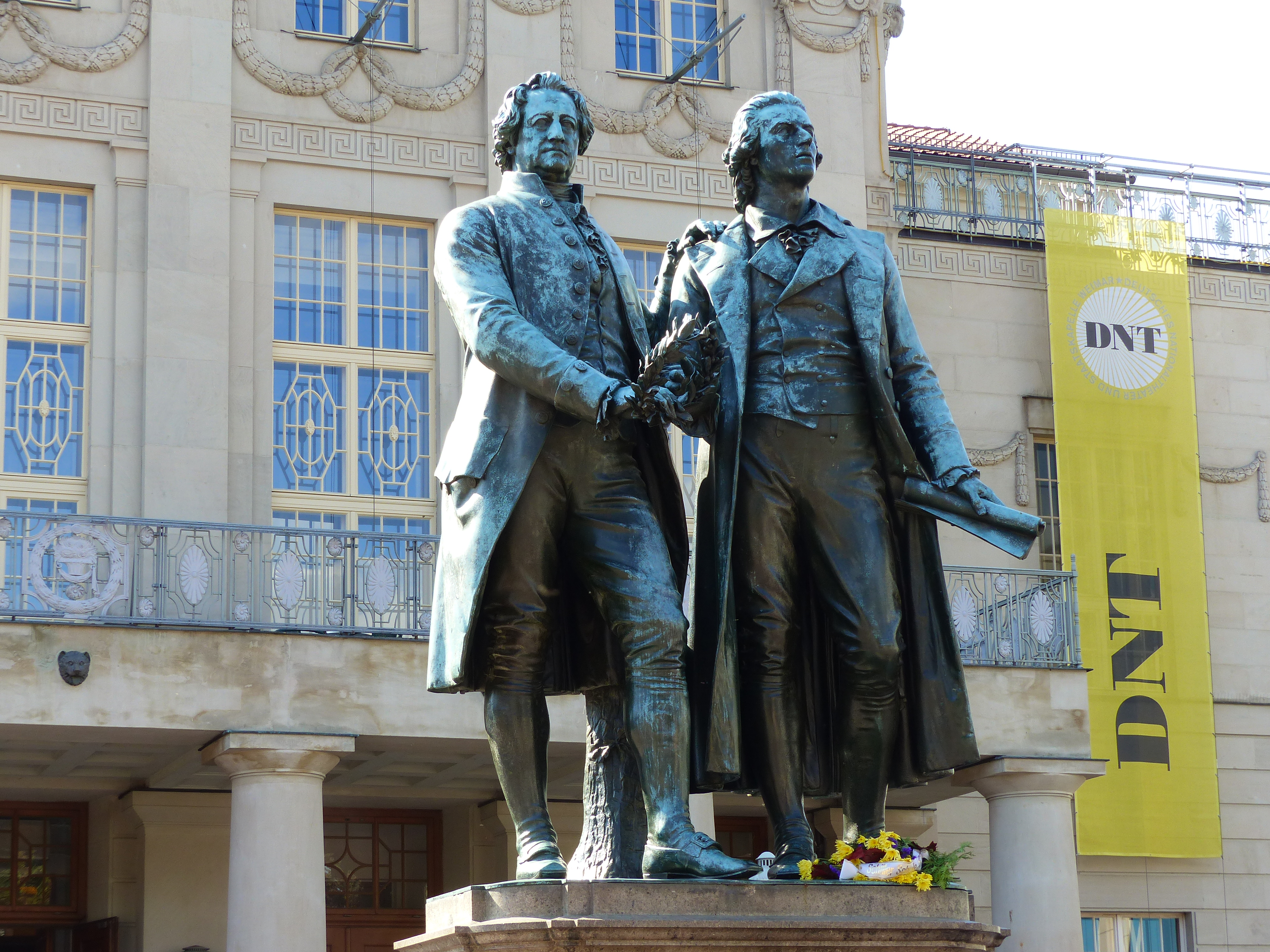
Das Goethe-Schiller-Denkmal in Weimar

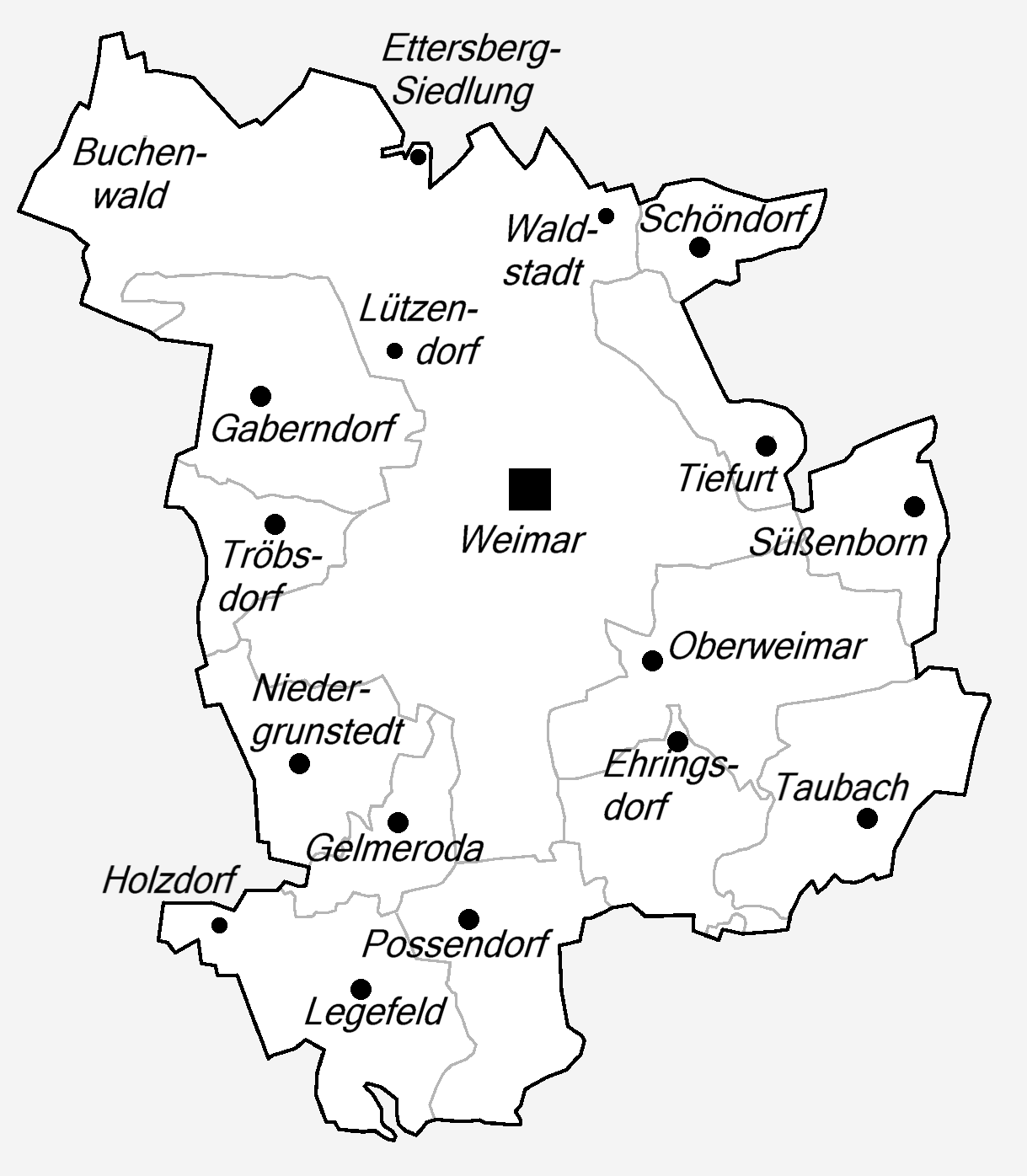
Stadtgliederung

Die Liste der Kulturdenkmale in Weimar umfasst die Kulturdenkmale der kreisfreien Stadt Weimar in Thüringen, die vom Thüringischen Landesamt für Denkmalpflege und Archäologie (TLDA) als Bau- und Kunstdenkmale auf dem Gebiet der Stadt mit Stand vom 20. November 2013 erfasst wurden.
Seit dem 23. Oktober 2024 gibt es auf der Internetseite des TLDA die digitale Denkmalliste für Thüringen.

## Beschreibung
Aufgrund des Umfanges der Denkmalliste ist sie in Listen nach Sachgesamtheiten und Ensembles bzw. nach Einzeldenkmalen im Stadtgebiet unterteilt, nach Unesco-Denkmalen des Klassischen Weimars sowie nach den Kulturdenkmalen der Ortsteile, namentlich Ehringsdorf, Gaberndorf, Gelmeroda, Legefeld (einschließlich Holzdorf), Niedergrunstedt, Oberweimar, Possendorf, Süßenborn, Taubach, Tiefurt, Tröbsdorf.
Die Denkmalliste wird vom Thüringischen Landesamt für Denkmalpflege und Archäologie geführt und regelmäßig aktualisiert. Die hier veröffentlichte Liste besitzt informativen Charakter und ist nicht rechtsverbindlich. Insbesondere können in Einzelfällen auch Objekte Kulturdenkmal sein, die (noch) nicht in der Liste enthalten sind.

## Denkmallisten zur Stadt Weimar
- Liste der Kulturdenkmale in Weimar (Einzeldenkmale)
- Liste der Unesco-Denkmale in Weimar

## Denkmallisten zu den Denkmalensembles in Weimar
- Liste der Kulturdenkmale in Weimar (Sachgesamtheiten und Ensembles)

- Südliche Stadterweiterung
- Zeppelinplatz

## Denkmallisten zu den Ortsteilen von Weimar
- Liste der Kulturdenkmale in Weimar (Ortsteile)

- Ehringsdorf
- Gelmeroda
- Gaberndorf
- Legefeld, einschließlich Holzdorf
- Niedergrunstedt
- Oberweimar
- Possendorf
- Schöndorf
- Süßenborn
- Taubach
- Tiefurt
- Tröbsdorf